# 学校法人享栄学園
学校法人享栄学園（がっこうほうじんきょうえいがくえん　英称：School Corporation Kyoei Gakuen）は、大学・短期大学を運営する三重県の学校法人である。

## 沿革
- 1913年6月 - 創立者堀栄二が米国留学から帰国し、名古屋市（南呉服町）に「英習字簿記学会」を創立。
- 1915年4月 - 享栄学校認可。
- 1918年10月 - 「享栄貿易学校」と校名変更（実業学校令による乙種認可校となったことによる）。
- 1919年9月 - 御器所の新校舎に移転。
- 1925年
  - 4月 - 実業学校令による甲種商業学校に昇格、「享栄商業」と校名変更。
  - 9月 - 瑞穂区の現校舎位置に移転し、御器所に享栄商業タイピスト学校が独立。
- 1944年4月 - 財団法人享栄学園となる。「享栄女子商業高校」に校名変更。
- 1945年8月 - 終戦により善光寺堂など4ヶ所で授業再開。
- 1948年4月 - 学制改革により「享栄商業高等学校」「享栄中学校」として新発足。
- 1951年3月 - 学校法人享栄学園となる。
- 1952年4月 - 享栄幼稚園開園。
- 1962年4月 - 享栄商業高等学校に工業課程（機械科・工業経営科）新設。
- 1963年
  - 4月 - 鈴鹿高等学校開校。
  - 11月 - 享栄学園創立50周年記念式典挙行。
- 1965年3月 - 享栄中学校廃校。
- 1966年4月 - 鈴鹿短期大学（家政学科）開学。
- 1967年10月 - 享栄商業高等学校が「享栄高等学校」に校名変更。
- 1968年
  - 3月 - 享栄高等学校、工業経営科を廃止。
  - 4月 - 享栄高等学校に普通科新設。
- 1969年2月 - 鈴鹿短期大学家政学科第三部認可。
- 1970年4月 - 鈴鹿高等学校全日制を男女共学化。定時制家政科を鐘紡鈴鹿工場に設置。
- 1971年2月 - 享栄高等学校通信制商業、科増設認可。享栄商業タイピスト学校、文部省より技能教育施設校の指定受ける。
- 1973年10月 - 享栄学園創立60周年。記念式典を名古屋市公会堂で挙行。
- 1976年4月 - 享栄商業タイピスト学校、専修学校に昇格「享栄タイピスト専門学校」と校名変更。
- 1979年
  - 3月 - 鈴鹿高等学校定時制課程廃止。
  - 4月 - 長野県下伊那郡阿智村に「阿智学舎」開設[1]。
- 1983年
  - 4月 - 享栄高等学校栄徳分校開校。
  - 10月 - 享栄学園創立70周年。記念式典を名古屋市公会堂で挙行。
- 1984年4月 - 鈴鹿短期大学に商経学科新設。享栄タイピスト専門学校にビジネス情報科新設。
- 1985年4月 - 享栄高等学校栄徳分校が「栄徳高等学校」として独立。享栄タイピスト専門学校が「享栄ビジネスカレッジ」に校名変更。情報処理実務科、秘書タイピスト科新設。
- 1986年
  - 4月 - 鈴鹿中学校開校。
  - 11月 - 鈴鹿短期大学、創立20周年記念式典を挙行。
- 1987年4月 - 鈴鹿短期大学、家政科コースを服飾科学コースに名称変更。商経学科を男女共学化。
- 1988年4月 - 享栄高等学校、総合制・男女共学になる。
- 1989年3月 - 鈴鹿短期大学家政学科第三部および鈴鹿高等学校商業科廃止。
- 1990年
  - 3月 - 享栄ビジネスカレッジ一般課程廃止。
  - 4月 - 鈴鹿短期大学、家政専攻に食文化コース設置。
- 1991年4月 - 鈴鹿短期大学の家政学科が生活学科に名称変更し、男女共学化。
- 1992年4月 - 享栄ビジネスカレッジ専門課程に観光ビジネス科・医療秘書OA科を新設し、男女共学化。
- 1993年
  - 10月 - 鈴鹿高等学校創立30周年。記念式典・祝賀会を鈴鹿市平安閣にて開催。栄徳高等学校が創立10周年を記念して理事長の胸像を建立、除幕式を行う。
  - 12月 - 鈴鹿国際大学が設置認可。
- 1994年4月 - 鈴鹿国際大学開学。
- 1998年
  - 4月 - 鈴鹿短期大学、校名を鈴鹿国際大学短期大学部と変更。
  - 享栄ビジネスカレッジ 専門課程生徒募集停止。
- 2000年10月 - 鈴鹿国際大学国際学部観光学科設置認可。
- 2001年8月 - 鈴鹿国際大学国際学部英米語学科設置認可。
- 2002年
  - 8月 - 享栄高等学校、新校舎建設の為愛知県立大学跡地（愛知県名古屋市昭和区高田町）の仮校舎へ一時移転。
  - 10月 - 栄徳高等学校、創立20周年記念式典を挙行。
- 2003年
  - 3月 - 愛知県瀬戸市に享栄高等学校野球場が竣工。
  - 8月 - 鈴鹿高等学校、創立40周年記念会館（体育館）竣工。
  - 9月 - 享栄高等学校、新校舎竣工（享栄学園創立90周年記念事業）、10月に披露式典挙行。
  - 11月 - 享栄学園創立90周年記念式が典挙された
- 2005年3月 - 享栄高等学校通信制課程および専門学校享栄ビジネスカレッジ高等課程廃止。
- 2006年
  - 4月 - 鈴鹿国際大学短期大学部、校名を鈴鹿短期大学と変更。
  - 11月8日 - 鈴鹿中学校創立20周年記念式典を、23日に鈴鹿短期大学創立40周年記念式典挙行。
- 2010年3月 - 享栄ビジネスカレッジ廃校。
- 2011年
  - 2月 - 鈴鹿短期大学専攻科健康生活学専攻設置認可。
  - 7月 - 法人事務局を鈴鹿市へ移転。
- 2013年
  - 4月 - 法人を三分割する予定だった[2]が、財政状況の不透明さを理由に文部科学省が認可を留保したことで、申請をいったん取り下げた[3]。
  - 11月 - 享栄学園創立100周年記念式典挙行。
- 2014年4月1日 - 上記の申請を認可されたことを受け、同日付で法人を再編（地域・学校種別ごとで下記三つの学校法人へ分離）、享栄学園グループとして再スタートを切ることになった[4]。
  - 享栄学園 - 鈴鹿国際大学・鈴鹿短期大学を引き続き運営。理事長：垣尾和彦。
  - 愛知享栄学園 - 享栄学園から、享栄高等学校・栄徳高等学校・享栄幼稚園の運営を引き継ぐ。
  - 鈴鹿享栄学園 - 同じく享栄学園から、鈴鹿中学校・鈴鹿高等学校の運営を引き継ぐ。初代理事長：垣尾和彦（兼職）。

## 設置校

### 現在の設置校
- 鈴鹿大学（旧：鈴鹿国際大学）
- 鈴鹿大学短期大学部（旧：鈴鹿短期大学）

### 過去の設置校
- 専門学校享栄ビジネスカレッジ

## グループ校
学校法人愛知享栄学園
- 享栄高等学校
- 栄徳高等学校
- 享栄幼稚園

学校法人鈴鹿享栄学園
- 鈴鹿中等教育学校
- 鈴鹿高等学校
- 鈴鹿中学校（2019年（平成31年）3月廃校）